# فام

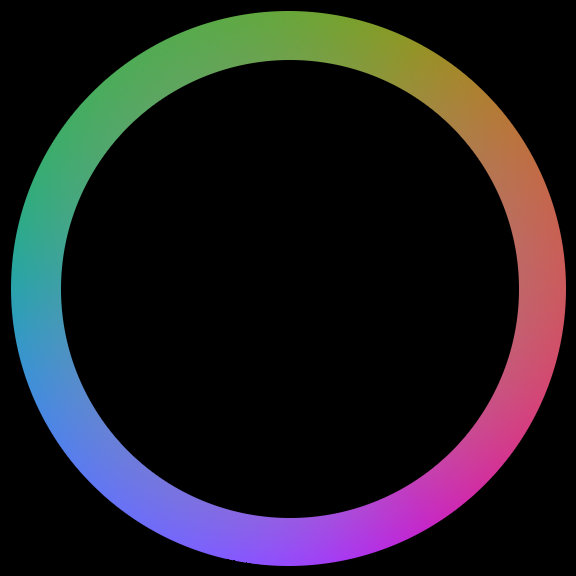
تمامی رنگ‌ها در این چرخه رنگ‌ها روشنی و اشباع یکسانی دارند و تنها تفاوتشان در فام آن‌ها است.

فام (به انگلیسی: hue) یکی از سه ویژگی اصلی هر رنگ (به همراه روشنی و اشباع) است که طبق تعریف نشان‌دهندهٔ شباهت یا تفاوت یک رنگ از یکی از عوامل اصلی، آبی، قرمز، زرد و سبز است. فام یا ته‌رنگ، صفتی از رنگ است که جایگاه آن را در سلسله رنگی (از قرمز تا بنفش)، مشخص می‌کند. در واقع درجه رنگین بودن خود رنگ‌هاست.
در نظریه رنگ و هنرهای تجسمی سه رنگ اصلی قرمز، آبی و زرد و دو نارَنگ (بدون رنگ‌دانه) سیاه و سفید وجود دارد. شباهت یا تفاوت یک رنگ از یکی از عوامل اصلی قرمز، آبی و زرد را فام می‌گویند. رنگ‌ها به دو دسته کلی فام‌دار (قرمز، آبی، زرد و…) و بی‌فام (سیاه، سفید و خاکستری) تقسیم می‌شوند.
در حقیقت منظور از فام همان کیفیت رنگین بودن رنگ‌هاست. وقتی از یک رنگ صحبت به میان می‌آید، منظور ته‌رنگ یا فام خاصی می‌باشد؛ بنابراین رنگ‌ها به نام ته‌رنگ یا فام آن‌ها، یا در واقع بخشی از طول موج نوری که بازمی‌تابانند، نامیده می‌شوند؛ مثل سبز، قرمز یا نارنجی. برخلاف وجود تعداد بسیار زیادی رنگ، تنها تعداد محدودی از آنها دارای اسم مشخصی هستند که بدون هیچ پیشوند و پسوندی دلالت بر رنگشان دارد؛ مانند قرمز، زرد و آبی. سایر رنگ‌ها معمولاً با پیشوند و پسوندهایی که به اسمشان اضافه می‌شود، مشخص می‌شوند. مانند: سبزآبی، قرمزبنفش، آبی تیره، سبز روشن، ارغوانی، فیروزه‌ای، سبز زیتونی، زرد لیمویی، قهوه‌ای و آبی آسمانی.

## ترکیب‌ها
معمولاً رنگ‌های هم‌پرده با استفاده از روشنی از هم تفکیک می‌شوند، همچون آبی روشن، آبی تیره و سبز پررنگ. رنگ‌هایی همچون قهوه‌ای، که شکلی از نارنجی تیره است و صورتی را می‌توان از این تعریف مستثنا کرد.
از ترکیب دو به دوی رنگ‌ها به ۹ رنگ فرعی می‌رسیم: «آبی بنفش، بنفش، بنفش قرمز، قرمز نارنجی، نارنجی، نارنجی زرد، زرد سبز، سبز، سبز آبی» و از ترکیب هر سه آن‌ها با هم رنگ قهوه‌ای ساخته می‌شود که در مجموع ۱۳ رنگ حاصل می‌شود. حال از ترکیب نارنگ‌های سیاه و سفید با این سیزده رنگ از هر کدام به ده درجه از سایه‌روشنی (تونالیته) می‌رسیم؛ به‌طور مثال رنگ قهوه‌ای دارای ده درجه سایه‌روشنی از تیره تا روشن می‌باشد. به عبارتی علاوه بر سیزده رنگ خالص، ۱۳۰ فام رنگی هم داریم. افزون بر آن، از ترکیب دو نارنگ سیاه و سفید، به نارنگ طوسی می‌رسیم که آن نیز دارای ده درجه سایه‌روشنی خنثی از تیره تا روشن می‌باشد. همچنین از ترکیب نارَنگ توسی با سیزده رنگ خالص، ۱۳ رنگ «چِرک» نیز ساخته می‌شود.
در مجموع، این ترکیبات ۱۶۹ طیف رنگ به‌دست می‌دهد که هر کدام دارای کد مشخص‌اند.
فام، بُعد رنگی است که از آن به ارتفاع رنگی نیز یاد می‌شود و وجه تمایز آبی، قرمز، سبز و غیره می‌باشد و سایه‌روشنی‌های بین دو رنگ که شامل ۱۰ رتبه است، به وسیله حروف انگلیسی مورد شناسایی قرار می‌گیرد؛ مثلاً حرف R، ابتدای کلمهٔ Red و به معنای قرمز است. برای هیو، اعدادی به صورت پیشوند، قبل از این حروف انگلیسی قرار می‌گیرند؛ مثلاً 5R یا 7.5R. رنگ 5R مشخص‌کننده رتبه میانی رنگ قرمز و درجه خلوص آن است. 5R قرمزی است که با زرد همراه نیست و ارغوانی به نظر نمی‌رسد. با بزرگ‌تر شدن این عدد، قرمز به سمت زردقرمز (Yellow – Red) و با کوچک‌تر شدن آن، قرمز، به سمت قرمزارغوانی (Red – Purple) میل می‌کند.
گفته می‌شود که تقریباً ۱۵۰ فام متفاوت را می‌توان تشخیص داد، ولی همه اینها به‌طور مساوی در طیف مرئی توزیع نشده‌اند، زیرا چشم ما برای تفکیک فام‌ها در طول موج‌های بلندتر، توانایی بیشتری دارد. بلندترین طول موج‌ها در منطقه قرمز و کوتاه‌ترین طول موج‌ها در منطقه بنفش هستند.
دسته‌بندی عمومی رنگ‌ها به بی‌فام (سیاه، سفید و خاکستری‌ها)، و فام‌دار (قرمز، زرد، سبز،...) بر همین صفت مبتنی است. برای سهولت درک مطلب، فام را می‌توان مشخص‌کننده اسم عام رنگ‌ها تعریف کرد. قرمز، زرد و آبی را فام‌های اولیه می‌نامند و چون مبنای دیگر فام‌ها هستند، رنگ‌های اصلی نیز نام گرفته‌اند.